# Боррайсокен

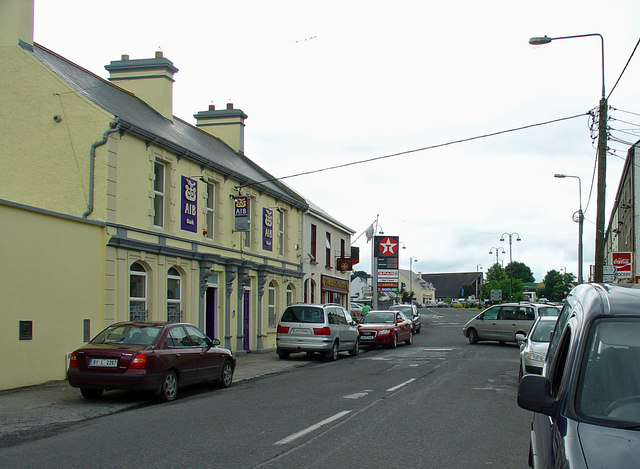

Боррайсокен (англ. Borrisokane; ирл. Buiríos Uí Chéin) — деревня в Ирландии, находится в графстве Северный Типперэри (провинция Манстер) у трасс N52 и N65.

## Демография
Население — 832 человека (по переписи 2006 года). В 2002 году население составляло 832 человек.
Данные переписи 2006 года:
| Общие демографические показатели |               |                               |                               |      |      |
| Всё население                    | Всё население | Изменения населения 2002—2006 | Изменения населения 2002—2006 | 2006 | 2006 |
| 2002                             | 2006          | чел.                          | %                             | муж. | жен. |
| 832                              | 832           | -                             | -                             | 406  | 426  |